# Michel Hausser
Michel Hausser (* 7. Februar 1927 in Colmar; † 25. Januar 2024 in Munster) war ein französischer Vibraphonist des Modern Jazz.

## Leben und Wirken
Hausser, der als Kind eine Klavierausbildung erhielt, unterrichtete seit 1947 an der Académie d’Accordéon Oscar Dhiebolt in Straßburg. 1948 wechselte er zum Vibraphon, das er bei einem Schlagwerker am Amsterdamer Concertgebouw lernte. Kurz darauf gründete er seine erste eigene Band, mit der er durch Frankreich und Nordafrika tourte. 1952 ließ er sich in Paris nieder, wo er mit Stéphane Grappelli arbeitete und den Jazzclub Le chat qui pêche leitete.
1954 lernte Hausser Milt Jackson kennen, mit dem er u. a. im Palais des Festivals in Cannes auftrat. 1958 erschien bei Columbia die EP Au qui pêche Vol. 1, die mit seinem Quartett aus Henri Renaud, Ricardo Galeazzi und Dante Agostini entstanden war; die Leser von Jazz Hot wählten ihn zum besten Vibraphonisten Frankreichs. Im selben Jahr nahm er mit der Gruppe von Bobby Jaspar, zu der Paul Rovère und Kenny Clarke gehörten, das Album Phénil Isopropilamine auf. 1960 nahm er am ersten Festival Mondial du Jazz Antibes-Juan-les-Pins teil.
Mit eigenen Bands veröffentlichte er mehrere Alben, etwa Up in Hamburg (1960) mit seinem Oktett, zu dem Roger Guérin, Luis Fuentes, Bob Garcia, Dominique Chanson, René Urtreger, Michel Gaudry und Daniel Humair gehörten. Von 1964 bis 1966 leitete er ein Trio mit Jacky Samson und wechselnden Schlagzeugern wie Franco Manzecchi. 1966 spielte er mit Georges Arvanitas und 1969 mit Johnny Griffin.
Danach kehrte Hausser 1969 in das Elsass zurück, wo er die Académie d’Accordéon Michel Hausser in Colmar und Munster gründete, die er zwanzig Jahre leitete. Zwischen 1988 und 2008 war er künstlerischer Leiter des von ihm gegründeten Jazz Festival de Munster.
Hausser arbeitete zwanzig Jahre lang im Trio mit dem Kontrabassisten Werner Brum und dem Gitarristen Bernard Hertrich, außerdem mit der Michel Hausser Regio Jazz Group, einem Septett aus französischen, deutschen und Schweizer Musikern. In der Schweiz trat Michel Hausser mit dem Quartett von Martin Hugelshofer auf; eine CD The Girl from Jamaica erschien 2008 auf Elite Special. Zudem ist er auf Tonträgern von Gérard Pochonet, Henri Crolla und Raymond Guiot zu hören.
Hausser komponierte über zweihundert Werke. 1999 wurde er zum Chevalier des Arts et des Lettres ernannt.
Im Januar 2024 verstarb Michel Hausser im Alter von 96 Jahren in Munster.

## Diskographische Hinweise
- Mr. Vibes: Quartet & Octet Sessions 1958–1960 (Fresh Sound Records, 2020)